# 더스틴 니퍼트
더스틴 데이비드 니퍼트(Dustin David Nippert, 1981년 5월 6일 ~ )는 미국 출신의 야구 선수로, 전 KBO 리그 두산 베어스, KT 위즈의 투수, 현재 대한민국에서 활동하고 있는 방송인이다.

## 아마추어 시절
1981년 5월 6일, 웨스트버지니아주 휠링의 한 병원에서 출생했으며, 작은 마을인 오하이오주 빌스빌에서 자랐다. 아주 어릴 때부터 늘 스포츠를 하거나 자연에서 놀았고, 리틀 리그에서 활동했으며, 빌스빌 고등학교를 다닐 때는 농구 팀에 속해 있었다. 고등학교 졸업 후 1998년 웨스트버지니아 대학교를 입학해 재학 중 2학년이 끝난 여름에 LA 다저스의 트라이아웃에 참가했고, 그 때 그의 투구를 지켜본 대학교 감독의 제안으로 2001년 가을 학기에 전학을 갔다.

## 미국 프로야구 시절

### 애리조나 다이아몬드백스시절
2002년 MLB 드래프트 15라운드 전체 459순위로 애리조나 다이아몬드백스에 지명되었다. 2002년 시즌, 그는 애리조나의 루키 리그 팜 팀인 파이오니아 리그의 미줄라 오스프레이에서 프로 첫 시즌을 보냈고, 55⅔이닝 동안 4승 2패, 1점대 평균자책점, 77탈삼진을 기록했다. 2003년에는 싱글A로 승격되어 미드웨스트 리그의 사우스벤드 실버호크스에서 95⅔이닝 동안 6승 4패, 2점대 평균자책점, 96탈삼진을 기록했다. 2004년에 더블A로 승격돼 텍사스 리그 엘파소 디아블로스에서 활동하다 그 해 여름에 토미 존 수술을 받았다. 그 해 성적은 71⅔이닝 동안 2승 5패, 3점대 평균자책점, 73탈삼진을 기록했다. 2005년 시즌 여름에 다시 더블A로 복귀했고, 서던 리그 테네시 스모키스에서 118⅓이닝 동안 8승 3패, 2점대 평균자책점, 97탈삼진을 기록했다. 그리고 그 해 9월 3일, 더블A에서의 활약으로 MLB로 승격됐고, 9월 8일에 선발 등판하며 MLB에 데뷔했으나 5이닝 5피안타, 2볼넷, 3실점으로 승패를 기록하지 못했다. 9월 16일, 콜로라도 로키스를 상대로 홈 경기에서 첫 선발 등판했으나 4.2이닝 동안 4피안타, 6볼넷, 5실점으로 승패를 기록하지 못했다. 9월 26일, 다저 스타디움에서 LA 다저스와의 원정 경기에 선발 등판해 5이닝 동안 1피안타, 5볼넷, 6탈삼진으로 MLB 데뷔 첫 승을 거뒀다. 2006년 시즌 시작 전 그는 베이스볼 아메리카가 선정한 전체 67위, 애리조나 내에서 7위의 유망주로 뽑혔다.
2008년 3월 28일 텍사스 레인저스의 호세 마테를 상대로 트레이드됐다.

### 텍사스 레인저스시절
2010년 7월 19일 디트로이트와의 원정 경기에서 그는 상대 타자 오스틴 잭슨의 타구에 머리를 맞고 마운드 위에 쓰러졌고, 타구는 3루수를 넘으며 2루타가 됐다. 그는 그 즉시 마운드에서 내려왔고, 헨리 포드 병원으로 후송됐으나 CT 검사 결과 큰 이상은 발견되지 않았다. 하지만 팀은 선수 보호 차원에서 그를 15일 부상자 명단에 올렸다. 2010 시즌 후 논텐더 방출됐다.

## 한국 프로야구 시절

### 두산 베어스시절

#### 2011년시즌
2010 시즌 후 총액 30만 달러(계약금 10만 달러, 연봉 20만 달러)에 계약하였다.
4월 2일 LG 트윈스와의 개막전에서 선발 등판해 데뷔전에서 승리 투수가 됐다. 7월 1일에는 LG 트윈스와의 경기에서 선발 등판해 첫 완봉승을 거뒀다. 9월 13일에는 LG 트윈스와의 경기에서 선발 등판해 완투승을 거뒀다. 10월 6일, 넥센 히어로즈와의 경기에서 승리 투수가 되며 전 구단 상대 승리를 기록했고, 이로써 팀의 시즌 처음이자 마지막 경기에 모두 선발 등판해 승리를 따낸 투수가 되었다.
그는 2011년 시즌 팀의 1선발로 자리잡으며, 이닝 2위, 다승 3위, 평균자책점 2위, 탈삼진 2위, 승률 3위를 기록했으며, 특히 QS 19회로 리그 1위를 기록해, 팀의 에이스로서 안정감 있는 투구를 했다. 2011년 11월 21일에는 계약금 10만 달러, 연봉 25만 달러, 총 35만 달러에 재계약했다.

#### 2012년시즌

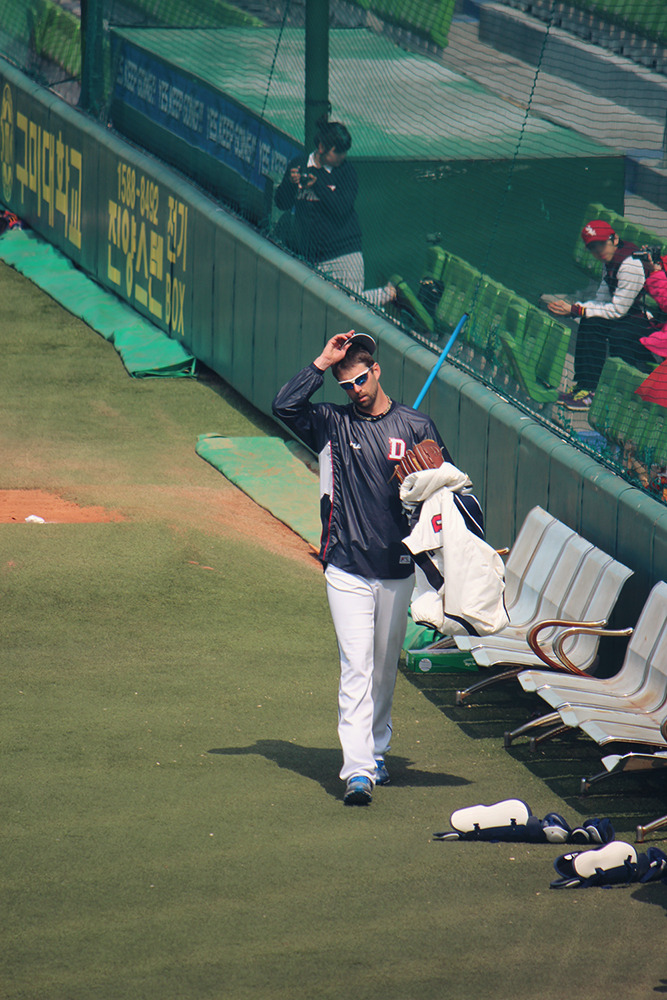
2012년 시즌 초의 모습.

4월 7일, 넥센 히어로즈와의 개막전에서 2년 연속 개막전 선발 등판했지만, 5.1이닝 동안 5실점을 기록해 패전 투수가 됐다.

### 페넌트레이스
3월 30일, 삼성 라이온즈와의 개막전에서 3년 연속 개막전에 선발 등판했다. 1회에만 3실점했지만, 오재원, 김현수의 만루 홈런에 힘입어 2년 만에 개막전 승리 투수가 됐다. 이는 2013년 시즌의 유일한 개막전 선발 승이었다. 시즌 전반기에 유일한 10승 투수가 돼 전반기 다승 1위 투수가 됐다. 하지만 후반기가 시작되는 날 등근육 석회화 증상으로 인해 1군 엔트리에 말소됐다. 두 달 가랑 등판하지 못하다가 9월 20일 LG 트윈스전에 복귀했다. 후반기 2경기에서 승리 투수가 됐다.

### 포스트시즌
10월 8일 열린 넥센 히어로즈와의 준플레이오프 1차전에 선발로 등판했고, 6이닝 동안 6피안타, 3실점하며 호투했으나 승리 요건을 채우지 못했으며, 팀이 끝내기 안타로 패배해 노디시전을 기록했다. 그 후 10월 12일에 열린 준플레이오프 4차전에서 구원 등판해 1피안타, 1사사구, 무실점을 기록하며 팀의 승리를 지켜냈고 세이브를 기록했다. 10월 14일에 열린 준플레이오프 5차전에서도 구원 등판했으나 9회말 박병호에게 동점 3점 홈런을 허용하며 블론 세이브를 기록했다. 하지만 팀이 승리해 승패는 기록되지 않았다. 그 후 10월 19일에 열린 플레이오프 3차전에 선발 등판해 5.1이닝 동안 3실점으로 승리 투수가 됐다. 그 후 10월 25일에 열린 한국시리즈 2차전에 선발 등판해 6이닝 동안 무실점을 기록했으나 승패는 기록되지 않았다. 그 후 10월 31일에 열린 한국시리즈 6차전에 선발 등판해 6.2이닝 동안 6실점으로 패전 투수가 됐다. 포스트 시즌에서 1승 1패, 1세이브를 기록했다.

### 페넌트레이스
2014년 5월 10일 삼성 라이온즈와의 경기에서 9이닝 2실점으로 완투승을 거두며 확실한 삼성 라이온즈 킬러임을 재확인했다. 이는 올 시즌 리그 첫 완투이자 완투승이었다. 2014년 5월 30일 롯데 자이언츠와의 경기에서 7이닝 1실점을 기록했다. 2014년 6월 13일 삼성 라이온즈와의 경기에서 최형우, 박석민에게 백투백 홈런을 맞는 등 7이닝 4실점을 했으나, 호르헤 칸투의 역전 쓰리런 홈런으로 승리 투수가 됐다.
6월 18일 LG 트윈스와의 경기에서 박용택의 타구를 맨손으로 잡으려다 손에 직접 맞은 후 5회까지만 투구하고 내려갔다. 승리투수 요건을 갖췄으나 모든 불펜진들이 부진해 승리 투수가 되지 못했다. 7월 11일에 한화 이글스와의 경기에서 패하자 투수조 미팅을 소집하여 '상황이 어렵지만 안타를 맞더라도 마운드에서 당당해지고, 동료들을 믿자'는 내용의 발언을 했고, 관련 기사가 나간 후 타 팀 팬들도 그의 인성에 찬사를 쏟아냈다.
7월 12일 한화 이글스와의 경기에서 첫 홀드를 기록했다. 이 날은 15일 열리는 NC 다이노스 전에 앞서 투구 조정을 위해 불펜 피칭이 있는 날이었는데, 팀이 1점차로 간신히 리드를 유지하자 승리를 위해 자진해 등판했다. 전 날 투수조 미팅에서 보여줬던 팀에 대한 책임감을 이 날의 투구로 보여줬다. 이 경기 후 화요일 경기에도 선발 등판한다고 해 팬들이 당시 감독이었던 송일수를 비난했다.
8월 4일 등 근육통으로 1군 엔트리에서 제외됐다. 사실상 선발에서 제 역할을 하던 유일한 선수여서 팀이 위기를 맞았다. 부상 당하기 전 12경기 중 5경기를 등판하는 쌍팔년도 투수 운영으로 그의 부상은 예고된 것이나 다름이 없었다. 그는 시즌 WAR 4.08로 KBO 리그 전체 투수 중 3위를 기록하고 있었다. 그를 열흘 만에 마운드에 다시 올리겠다고 선언하며 팬들은 송일수를 다시 비난했다.
8월 28일 삼성 라이온즈전에서 6이닝 1실점으로 QS를 기록하며 승리 투수가 됐다. 2014년 9월 11일 한화 이글스전에서 5이닝 6실점(5자책)으로 부진했지만, 타선의 도움을 받아 시즌 12승을 기록했고 KBO 리그 외국인 선수 중 단일팀 최다승 신기록(50승)을 달성했다.
2014년 인천 아시안 게임 휴식기 후 첫 경기인 10월 1일 KIA 타이거즈 전에서 김병현과 명품 투수전을 벌여 6이닝 1실점으로 승리 투수가 되며 시즌 13승을 달성했다. 10월 6일 삼성 라이온즈전에 등판해 당시 상대 선발 투수였던 J.D. 마틴과 6이닝 101구, 1실점, 4피안타, 3사사구, 3탈삼진까지 똑같이 기록했다. 승리 투수 요건을 갖추지 못했으나 정수빈이 임창용을 상대로 3타점 결승 3루타를 기록해 승리하며 본인이 등판한 삼성 라이온즈전 7경기 전승을 달성했다.
10월 12일 LG 트윈스 전에서 시즌 마지막 등판 경기를 치렀고, 6이닝 무실점으로 시즌 14승을 기록했다. 2014년 12월 29일 총액 150만 달러에 재계약을 맺었다.
당초 개막전 선발 투수로 예고됐으나 가벼운 부상으로 개막전 등판이 불발됐다. 이로서 리오스의 5년 연속 개막전 선발 등판 기록 타이에 실패했고 대신 마야가 등판했다.
2015년 4월 10일 LG 트윈스와의 경기에서 4이닝 1실점을 기록했다. 4월 18일 자기 성과 스펠링이 거의 비슷한 마크 리퍼트 주한 미국대사의 시구를 지도했다.
5월 21일 삼성 라이온즈전에 선발 등판했다. 그동안 삼성 라이온즈에게 워낙 강했던지라 팬들은 어제의 대패를 설욕할 수 있을 것이라 생각했으나 6이닝 4실점으로 2012년 8월 18일 이후 1007일 만에 삼성 라이온즈전 패전 투수가 됐다.
6월 7일 넥센 히어로즈와의 경기에서 브래드 스나이더를 상대하던 중 어깨 통증을 호소했고 결국 강판됐다. 그의 나이가 어느새 만으로 30대 중반에 접어든 점, 시즌 초반에 110구를 넘기는 투구를 여러 번 보여준 점, 아픈 부위가 어깨라는 점 등에서 팬들 및 관계자들의 많은 걱정을 샀다. 일단 강판 후 통증이 없어졌다고는 했지만 다음 날인 6월 8일 정밀 검사 결과 어깨 충돌 증후군으로 밝혀졌다. 수술이나 물리 치료, 약물 치료가 필요한 것은 아니지만, 보강 운동이 필요하다고 진단됐다. 6월 9일에 1군 엔트리에서 말소됐고, 6월 17일에 캐치볼을 실시했다. 7월 15일 김태형 감독에 따르면 불펜 피칭을 할 수 있을 정도로 회복했다고 하며, 어깨가 조금 무거운 느낌이 들긴 하지만 심각한 수준은 아니라고 했다. 7월 26일 KT 위즈와의 2군 경기에서 2이닝 무실점을 기록했다.
8월 12일 선발로 복귀한 그는 철저히 공략당했다. 최종 성적은 3.1이닝 동안 7실점으로 시즌 4패를 기록했다. 최고 구속은 153km/h로 이전과 다름없었지만, 제구가 안 좋았다. 가운데로 몰린 공이 많이 나오며 KIA 타이거즈 타자들이 비교적 쉽게 공략했다. 3.1이닝은 부상으로 인해 0.1이닝만 소화하고 내려간 지난 6월 7일 넥센 히어로즈 전을 제외하면 시즌 최소 이닝이었다.
8월 18일 삼성 라이온즈와의 경기에 선발 등판해 4이닝 동안 1실점으로 틀어막았다. 3회까진 아주 완벽한 모습으로 삼성 라이온즈 킬러 명성을 되찾았지만, 4회에만 4안타를 허용하며 1실점했다. 1실점 과정 중 그에게 허벅지 통증이 찾아왔고, 결국 4회에 마운드를 내려왔다. 부상의 수렁에서 겨우겨우 벗어난 그에게 또 다시 부상이 찾아왔다는 점에서 팀에 악재가 아닐 수 없었고, 당시 투수 코치였던 한용덕에 따르면 그의 공백이 열흘 이상이라고 보았다.
9월 26일 삼성 라이온즈와의 경기에서 7이닝 3실점으로 호투해 삼성 라이온즈 킬러다운 모습을 보이며 승리를 기록했다.
시즌 막판의 좋은 모습과 위력적인 구위에 힘입어 준플레이오프 1차전 선발 투수로 낙점됐다.

### 포스트시즌
10월 10일 넥센 히어로즈와의 준플레이오프 1차전에서 7이닝 2실점으로 QS+를 기록했다. 10월 18일 NC 다이노스와의 플레이오프 1차전에서 완벽한 투구로 타선을 꽁꽁 묶으며 완봉승을 기록해 MVP를 수상했고, 포스트 시즌에서 KBO 리그 통산 3번째 외인 투수 완봉승을 기록했다. 덕분에 투수들이 휴식한 것도 팀의 상승세에 한 몫 했다. 10월 23일 플레이오프 4차전에서 7이닝 무실점으로 QS+를 기록하며 팀의 승리를 이끌었다. 팀은 한국시리즈에 진출했고 플레이오프 MVP에 선정됐다.
10월 27일 한국시리즈 2차전에서 7이닝 무실점으로 승리 투수가 됨과 동시에 포스트 시즌 최다 이닝 무실점 신기록을 기록했다.
10월 31일 한국시리즈 5차전에서 구원 등판했다. 연속 안타를 맞으며 흔들렸지만 9회 1아웃까지 추가 실점 없이 삼성 라이온즈 타선을 막아 우승을 확정지었고, 포스트 시즌에서 30이닝 이상 던진 투수중 가장 낮은 평균자책점을 기록했다. 또한 5차전에서 자신의 무실점 기록을 26.2이닝으로 늘리며 14년 만의 팀의 우승에 큰 공헌을 했다.
포스트 시즌 최종 성적은 5경기에 등판해 3승, 32.1이닝, 2실점, 4QS+, 0점대 평균자책점을 기록했다.

### 2016년 시즌
2016년 1월 6일 전년도 연봉에서 30만 달러를 삭감해 120만 달러에 재계약을 체결했다. 이로써 한국에서 6년째 활동하게 됐다. 지난 시즌 부상으로 인한 부진을 딛고 2014년 시즌 이후 2년 만에 10승을 달성했다.
2016년 9월 13일 KBO 리그 역대 최고령 20승(만 35세 4개월 7일), 최소 경기(25경기) 20승을 기록했다. KBO 리그 역대 17번째로 20승 투수 명단에 자신의 이름을 올렸고, 선발 승으로는 8번째인데 3패로 역대 선발 20승 이상 투수 최소 패를 기록했지만 2019년 같은 팀 린드블럼에 의해 선발 20승 이상 투수 최소 패 타이 기록이 되기도 했으나 2020년 같은 팀 알칸타라에 의해  갱신(20승 2패)됐다.
외국인 선수로는 2007년 리오스와 2014년 밴 헤켄에 이어 세 번째이며, 팀 내에서는 1982년 박철순과 2007년 리오스 이후 역대 3번째 기록이었다. KBO 리그 데뷔 후 첫 다승왕(21선발승으로 역대 외국인 최다 선발승 2위), 승률왕, 최소 평균자책점을 기록한 것은 물론 정규 시즌 MVP까지 차지했다. 그리고 KBO 리그 데뷔 후 첫 골든글러브를 수상했다.

### 2017년시즌
시즌을 앞두고 전년도 연봉에서 90만 달러가 인상된 210만 달러에 계약을 체결했다. 그는 이렇게 한국에서 7번째 시즌을 맞았다. 3월 31일 개막전에 선발 등판해 한화 이글스를 상대로 8이닝 무실점으로 팀을 승리로 이끌었다. 이를 시작으로 전반기에는 특급 투수의 위용을 제대로 뽐냈지만 후반기에 주춤했다. 평소 인성 좋기로 유명했으나 두 경기 연속으로 경기 중에 글러브를 집어던지고, 상대 선수를 지적하는 등 갑작스러운 부진에 신경이 예민해진 모습을 보였다. 정규 시즌 동안 14승 8패, 4점대 평균자책점을 기록했다. 그러나 그의 부진은 포스트 시즌에서도 이어졌다. 30이닝 넘게 무실점 행진을 해오던 대기록이 깨지고 상대 타선에게 난타를 당하며 팬들에게 불안감을 노출시켰다. 두산 베어스는 계약금에 대한 부담으로 그를 보류선수 명단에서 제외시키긴 했으나 협상을 계속 이어갔고, 2017년 12월 11일에 2017년까지 롯데 자이언츠에서 에이스 역할을 했던 린드블럼을 영입하며 그는 팀을 떠났다.

### KT 위즈시절
2018년 1월 4일 총액 100만 달러에 계약을 체결했다. 이로써 한국에서 8년째 선수 생활을 이어가게 됐고, 2018년부터 돈 로치를 대체할 투수로 영입되었다. 이후 꾸준히 활약했지만 재계약에 실패했는데 마지막 승리(10월 6일 삼성전)를 개인통산 19번째 100선발승(외국인 최초)으로 장식했다.

## 수상

#### KBO
- 2016년 KBO MVP, KBO 평균자책점상, 다승왕, 승률왕, 골든글러브, 최다 선발승(21선발승)

## 별명
그의 이름과 하느님을 합쳐 '니느님'이라고 불린다.

## 에피소드
한국 음식 중에서 가장 좋아하는 음식은 '오리고기'이며, 경기도에 단골집도 있을 정도다. 오리고기 외에도 웬만한 한국 음식은 다 좋아하지만 간과 전복은 싫어한다.

## 통산 기록
| 연 도          | 소 속          | 나 이          | 승 리 | 패 전 | 승 률 | 평 자 책 | 출 장 | 선 발 | 완 투 | 완 봉 | 세 이 브 | 홀 드 | 이 닝  | 피 안 타 | 피 홈 런 | 볼 넷 | 고 4 | 탈 삼 진 | 몸 맞 | 보 크 | 폭 투 | 실 점 | 자 책 | 타 자 수 | W H I P | 구 원 승 |
| -------------- | -------------- | -------------- | ----- | ----- | ----- | -------- | ----- | ----- | ----- | ----- | -------- | ----- | ------ | -------- | -------- | ----- | ---- | -------- | ----- | ----- | ----- | ----- | ----- | -------- | ------- | -------- |
| 2005년         | ARI            | 25             | 1     | 0     | 1.000 | 5.52     | 3     | 3     | 0     | 0     | 0        | 0     | 14.2   | 10       | 1        | 13    | 0    | 11       | 1     | 0     | 1     | 9     | 9     | 68       | 1.57    | 0        |
| 2006년         | ARI            | 26             | 0     | 2     | .000  | 11.70    | 2     | 2     | 0     | 0     | 0        | 0     | 10.0   | 15       | 5        | 7     | 0    | 9        | 0     | 0     | 0     | 13    | 13    | 51       | 2.20    | 0        |
| 2007년         | ARI            | 27             | 1     | 1     | .500  | 5.56     | 36    | 0     | 0     | 0     | 0        | 0     | 45.1   | 48       | 5        | 16    | 1    | 38       | 0     | 0     | 4     | 30    | 28    | 196      | 1.41    | 1        |
| 2008년         | TEX            | 28             | 3     | 5     | .375  | 6.40     | 20    | 6     | 0     | 0     | 0        | 0     | 71.2   | 92       | 10       | 37    | 3    | 55       | 1     | 1     | 1     | 52    | 51    | 341      | 1.80    | 1        |
| 2009년         | TEX            | 29             | 5     | 3     | .625  | 3.88     | 20    | 10    | 0     | 0     | 0        | 1     | 69.2   | 64       | 7        | 29    | 0    | 31       | 4     | 0     | 2     | 31    | 30    | 300      | 1.34    | 2        |
| 2010년         | TEX            | 30             | 4     | 5     | .444  | 4.29     | 38    | 2     | 0     | 0     | 0        | 5     | 56.2   | 61       | 7        | 34    | 3    | 47       | 5     | 0     | 3     | 28    | 27    | 262      | 1.68    | 4        |
| 2011년         | 두산           | 31             | 15    | 6     | .714  | 2.55     | 29    | 29    | 2     | 1     | 0        | 0     | 187.0  | 150      | 8        | 64    | 0    | 150      | 10    | 0     | 10    | 61    | 53    | 763      | 1.14    | 0        |
| 2012년         | 두산           | 32             | 11    | 10    | .524  | 3.20     | 29    | 29    | 3     | 0     | 0        | 0     | 194.0  | 156      | 15       | 68    | 0    | 126      | 8     | 0     | 3     | 70    | 69    | 785      | 1.15    | 0        |
| 2013년         | 두산           | 33             | 12    | 4     | .750  | 3.58     | 19    | 19    | 1     | 0     | 0        | 0     | 118.0  | 108      | 7        | 34    | 0    | 104      | 4     | 0     | 3     | 52    | 47    | 482      | 1.20    | 0        |
| 2014년         | 두산           | 34             | 14    | 7     | .667  | 3.81     | 30    | 28    | 1     | 0     | 0        | 1     | 179.1  | 186      | 17       | 48    | 0    | 158      | 6     | 0     | 10    | 83    | 76    | 760      | 1.30    | 0        |
| 2015년         | 두산           | 35             | 6     | 5     | .545  | 5.10     | 20    | 16    | 0     | 0     | 0        | 0     | 90.0   | 104      | 4        | 33    | 0    | 76       | 4     | 0     | 4     | 54    | 51    | 404      | 1.52    | 1        |
| 2016년         | 두산           | 36             | 22    | 3     | .880  | 2.95     | 28    | 28    | 1     | 1     | 0        | 0     | 167.2  | 151      | 15       | 57    | 0    | 142      | 9     | 0     | 8     | 61    | 55    | 701      | 1.24    | 1        |
| 2017년         | 두산           | 37             | 14    | 8     | .636  | 4.06     | 30    | 30    | 0     | 0     | 0        | 0     | 179.2  | 175      | 20       | 77    | 0    | 161      | 10    | 0     | 13    | 88    | 81    | 782      | 1.40    | 0        |
| 2018년         | KT             | 38             | 8     | 8     | .500  | 4.25     | 29    | 28    | 0     | 0     | 0        | 0     | 175.2  | 209      | 26       | 39    | 2    | 165      | 9     | 0     | 9     | 88    | 83    | 765      | 1.41    | 0        |
| MLB 통산 : 6년 | MLB 통산 : 6년 | MLB 통산 : 6년 | 14    | 16    | .467  | 5.31     | 119   | 23    | 0     | 0     | 0        | 6     | 268.0  | 290      | 35       | 136   | 7    | 214      | 11    | 1     | 11    | 163   | 158   | 1218     | 1.59    | 10       |
| KBO 통산 : 8년 | KBO 통산 : 8년 | KBO 통산 : 8년 | 102   | 51    | .667  | 3.59     | 214   | 205   | 8     | 2     | 0        | 1     | 1291.1 | 1239     | 112      | 420   | 2    | 1082     | 60    | 0     | 60    | 557   | 515   | 5442     | 1.29    | 2        |

- 시즌 기록 중 굵은 글씨는 해당 시즌 최고 기록